# کاساسکو
کاساسکو (به ایتالیایی: Casasco) یک کومونه در ایتالیا است که در استان آلساندریا واقع شده‌است.

## خصوصیات
کاساسکو ۹٫۰ کیلومترمربع مساحت و ۱۴۱ نفر جمعیت دارد و ۳۹۸ متر بالاتر از سطح دریا واقع شده‌است.